# Till the End of the Day
Till the End of the Day är en låt skriven av Ray Davies och lanserad som singel av The Kinks sent 1965. Den togs sedan med på albumet The Kink Kontroversy. Låten är musikaliskt rockbetonad och uppbyggd kring kvintackord i stil med gruppens tidigare hits "You Really Got Me" och "All Day and All of the Night", men med en mer utvecklad melodi och text.
Låten blev en stor framgång i Europa, men i USA nådde den en medioker placering på singellistan.

## Listplaceringar
| Lista (1965-1966) | Position         |
| ----------------- | ---------------- |
| Frankrike         | 35               |
| Kanada            | 34               |
| Nederländerna     | 6                |
| Norge             | 7                |
| Storbritannien    | 8                |
| Sverige           | 3 (Kvällstoppen) |
| Sverige           | 1 (Tio i topp)   |
| USA               | 50               |
| Västtyskland      | 19               |